# Orde van de Grote Eenheid
De Orde van de Grote Eenheid van de Chinese Luchtmacht werd op 14 juni 1945 door de Chinese president Chiang Kai-shek ingesteld als beloning voor belangrijke bijdragen aan de luchtmacht in het gevecht en tijdens de opbouw van de luchtstrijdkrachten. Deze ridderorde kent één enkele graad, "Lint" genoemd.
Toen in 1949 de verslagen Chinese regering naar Taiwan vluchtte bleef deze onderscheiding daar deel uitmaken van het decoratiestelsel van de Republiek China. De in Peking residerende regering van de Volksrepubliek China verleent deze onderscheiding niet.